# Mastax pulchella
Mastax pulchella é uma espécie de carabídeo da tribo Brachinini, com distribuição na China e Índia.